# 용원시외버스정류장
용원시외버스정류장은 경상남도 창원시 진해구 용원로 114에 위치한 시외버스정류장이다. 처음에는 용원동로 261에 위치한 임시 정류장이 활용되었으나, 냉.난방 시설이 없는 실외이기 때문에 2017년 2월 13일 지금의 위치로 이전하였고, 명칭도 용원시외버스센터로 바뀌었다.
현재 운행하는 노선은 서울남부터미널행 노선과 고현버스터미널행 버스만 운행한다.